# Bleed the Sky
Bleed the Sky ist eine Metalcore-Band aus Orange County, Kalifornien, die 2003 gegründet wurde. Im Gegensatz zu den anderen Bands des Genres verwenden Bleed the Sky progressives Songwriting.

## Geschichte
Bleed the Sky wurden 2003 von Sänger Noah Robinson und Gitarristen Kyle Moorman gegründet. Kurze Zeit später wurde das Lineup der Band vervollständigt. Nach gerade mal zwei Monaten spielten Bleed the Sky ihr erstes Konzert als Vorgruppe von Opeth. Zwischen Februar 2003 und Oktober 2004 spielten Bleed the Sky so viele Konzerte wie möglich. Man begleitete die Hardcore-Punk-Band Integrity und machte sich schnell einen Namen in der Metal-Szene. Zwischenzeitlich nahm man Ende 2003 ein Demo auf. Nuclear Blast wurde auf die Band aufmerksam und gab der Band einen Vertrag.
Kurze Zeit später befand sich die Band im Studio, um ihr Debütalbum Paradigm In Entropy aufzunehmen. Produziert wurde das Album von Ben Schigel, der schon das Demo produziert hatte. Nach Abschluss der Aufnahmen verließ Bassist Casey Kulek die Band und wurde durch Daylen Elsey ersetzt. Im Oktober 2006 verließ Kyle Moorman die Band, um anderweitig im Musikgeschäft tätig zu werden. Er wurde durch David Culbert ersetzt.
Ab dem 11. April 2007 befand sich die Band im Studio, um unter der Leitung von Christian Olde Wolbers (u. a. Threat Signal und Mnemic) ihr zweites Album Murder the Dance aufzunehmen, das am 13. Juni 2008 in Europa unter Massacre Records und am 10. Juni 2008 in Amerika unter Nuclear Blast veröffentlicht wurde.

## Diskografie
- 2004: Bleed the Sky (EP)
- 2005: Paradigm in Entropy
- 2008: Murder the Dance
- 2020: This Way Lies Madness